# Rolf Mücklich
Rolf Mücklich (* 8. Januar 1927 in Dresden; † 2. Juli 1979 in Potsdam) war Fußballspieler im Fußballspielbetrieb der DDR. Für die BSG  Chemie Leipzig und ZSK Vorwärts Berlin spielte er in den 1950er Jahren in der DDR-Oberliga, der höchsten DDR-Spielklasse.

## Sportliche Laufbahn
Noch während des Zweiten Weltkriegs begann Rolf Mücklich 1939 seine Fußballer-Laufbahn im nordsächsischen Lichtensee. 1948 schloss er sich der SG Dresden Striesen an. Diese wurde noch im selben Jahr in die ZSG Nagema und 1949 in BSG Tabak Dresden umgewandelt. Mit der BSG Tabak spielte Mücklich bis zum Ende der Saison in der damals drittklassigen Landesklasse Sachsen.
Zu Beginn der Saison 1951/52 wechselte Mücklich zum Oberliga-Meister Chemie Leipzig. Es waren 36 Punktspiele zu absolvieren, von denen Mücklich 33 Begegnungen bestritt und in der Regel als linker Verteidiger eingesetzt wurde. 1952/53 kam er nur in den letzten drei Oberligaspielen der Hinrunde zum Einsatz, in denen er wieder links verteidigte.
Von der Rückrunde 1952/53 an spielte Mücklich für die in Leipzig ansässige Polizeisportvereinigung Vorwärts, die ebenfalls in der Oberliga vertreten war. Bis zum Saisonende absolvierte Mücklich sieben der 18 Punktspiele, wobei die letzten acht Begegnungen in Ost-Berlin ausgetragen wurden. Auch in der Polizeimannschaft war Mücklich Verteidiger. Am Saisonende musste die SV Vorwärts aus der Oberliga absteigen. Mit Beginn der Spielzeit 1953/54 trat die bisherige SV Vorwärts als ZSK Vorwärts Berlin an. Auch in der zweitklassigen Liga musste Mücklich lange auf einen Stammplatz warten. Erst in den letzten sieben Ligaspielen stand er regelmäßig in der Startelf, entgegen seiner bisherigen Laufbahn nun als Stürmer oder im Mittelfeld. ZSK beendete die Saison 1953/54 als Aufsteiger. Für die Oberligasaison 1954/55 gehörte Mücklich weiter zum Kader, kam in der Hinrunde aber nur im 6. und 7. Punktspieler der Berliner zum Einsatz. Er stand beide Male als Rechtsaußenstürmer in der Startelf, wurde aber beim zweiten Spiel wegen seines schwachen Auftritts vorzeitig ausgewechselt.
Im Januar 1955 vollzog der ZSK Vorwärts einen radikalen Umbau seiner Oberligamannschaft, bei dem zahlreiche Spieler zum in der DDR-Liga neugebildeten SC Vorwärts Leipzig abkommandiert wurden. Unter ihnen befand sich auch Rolf Mücklich, der aber nur bis zum Ende der Saison in Leipzig blieb. Von den zwölf Punktspielen des SC Vorwärts bestritt Mücklich sechs Partien, in denen er wieder als Abwehrspieler einsetzt wurde.
Nach Ablauf der Saison 1954/55 wurde Vorwärts Leipzig nach Cottbus umgesetzt und musste dort in der drittklassigen II. DDR-Liga antreten. Mücklich blieb bis zum Juni 1957 beim SC Vorwärts Cottbus (Ende der Hinrunde der nach dem Kalenderjahr ausgetragenen Saison). In Cottbus absolvierte er 52 Spiele in der II. Liga. Seine beste Spielzeit hatte er 1956, als er von den 26 Punktspielen 24 Partien bestritt und dabei zehn Tore erzielte.
Im Sommer 1957 beendete Mücklich als 30-Jähriger seine Laufbahn als Leistungssportler. Dabei hatte er in der Oberliga 45 und in der 21 DDR-Liga Spiele bestritten. In seinen DDR-Liga-Spielen erzielte er fünf Tore. Von 1957 bis 1960 war Mücklich Übungsleiter der fünftklassigen Fußballmannschaft Motor Ludwigsfelde.